# Marathon du vignoble d'Alsace
Le Marathon du vignoble d'Alsace est une épreuve de course à pied de 42,195 km organisée annuellement depuis 2005 autour de la commune de Molsheim. C'est une course à vocation festive et conviviale permettant aux participants de découvrir divers aspects de la culture alsacienne. Plusieurs festivités sont organisées en parallèle, comme la "Spaëtzle Party", où les participants peuvent se réunir autour d'une table la veille de la course. Le Marathon du vignoble d'Alsace fait partie du "Challenge de la convivialité". Ce marathon se trouve sur la Route des Vins d'Alsace.

## Historique
La première édition du Marathon du vignoble d'Alsace a eu lieu en juin 2005, organisé par des passionnés de course à pied. Il permettait de découvrir la région située entre Molsheim et Scharrachbergheim. Divers producteurs locaux étaient partenaires, permettant de découvrir le terroir alsacien par le biais de ravitaillement disposés sur tout le parcours.

## Courses
Plusieurs courses sont organisées sur les deux jours de l'évènement :
1. Le samedi :

- - les courses des enfants à Molsheim[2] ;

1. Le dimanche :
  - le marathon, d'une longueur de 42,195 km dont le départ se situe à Dorlisheim,
  - le semi-marathon, d'environ 21 km, dont le départ se situe à Scharrachbergheim,
  - le dix kilomètres dont le départ se situe à Dorlisheim,
  - la marche du cœur organisée par France ADOT, dont le départ se situe à Molsheim.

## Sources

### Sources générales
- (fr + en + de) Site officiel du Marathon du vignoble d'Alsace.
- (fr + en + de) Parcours du Marathon.
- (fr) Le marathon du vignoble d'Alsace sur marathons.fr.